# تپه لیلان‌دوست ۱
تپه لیلان‌دوست ۱ مربوط به عصر مفرغ - دوره اشکانیان - دوره ساسانیان است و در شهرستان ملکان، بخش لیلان، ۱ کیلومتری جنوب غربی شهر لیلان واقع شده و این اثر در تاریخ ۲۷ اسفند ۱۳۸۶ با شمارهٔ ثبت ۲۲۵۹۷ به‌عنوان یکی از آثار ملی ایران به ثبت رسیده است.